# Antoni Lewandowski
Antoni Lewandowski (ur. 5 listopada 1916 w Łodzi, zm. 31 października 1995 w Łodzi) – polski piłkarz.
Wychowanek IKP Łódź, z którego w połowie lat 30. XX wieku trafił do ŁKS-u Łódź. W Polskiej Lidze zadebiutował przed swoimi 19. urodzinami w 1935 roku. Przez 3 sezony był najlepszym strzelcem łodzian, dla których łącznie strzelił 30 bramek. Po spadku drużyny do Okręgowej A klasy (2. poziom rozgrywek) w 1938 roku nie opuścił drużyny i brał udział w walce o powrót do I ligi (dziś ekstraklasa).